# Карл Біттер (скульптор)
Карл Біттер (нім. Karl Bitter; 6 грудня 1867, Відень — 9 квітня 1915, Нью-Йорк) — австрійський та американський скульптор.

## Життя та творчість
К. Біттер народився в 1867 році у Відні (район Рудольфсгайм-Фюнфгаус), в родині аптекаря, був другим із трьох синів в сім'ї. У 14-річному віці Карл покинув навчання в гімназії і вступив до скульптурного класу при віденській Школі прикладного мистецтва. Пізніше навчався в Едмунда фон Гельмера в Академії образотворчих мистецтв у Відні.
Перебував на службі в австро-угорській армії, проте під час наданої йому відпустки в 1889 році виїхав до США.
Спочатку працював у Нью-Йорку в майстерні з прикрашання фасадів будинків. Незабаром він привернув увагу архітектора Річарда Морріса Ганта, який надав Карлу можливість проявити себе під час участі в одному із заміських проектів для родини Вандербільт.
Далі К. Біттер виграв конкурс на створення бронзових дверей для церкви св. Трійці в Нью-Йорку, що зробило його ім'я відомим. Від свого наставника Р. М. Ганта він отримав замовлення на встановлення статуй в адміністративній будівлі Всесвітньої виставки в Чикаго в 1893 році. Також Карл Біттер брав активну участь у Всесвітній виставці у Буффало в 1901 році і в Сент-Луїсі в 1904. Авторству К. Біттера належать також каріатиди на фасаді музею мистецтва Метрополітен в Нью-Йорку і скульптури для вокзалу в Піттсбурзі. В роки своєї активної творчої діяльності в США К. Біттер вважався найкращим скульптором цієї країни, був президентом Національного товариства скульпторів.
У 1898 році Карл Біттер отримав американське громадянство і став власником великої майстерні в Філадельфії.
Був одружений з американкою німецького походження Марією Шевілл.
У 1909 році, отримавши амністію за дезертирство з армії, Біттер зміг повернутися на Батьківщину і побачитися з батьками. У наступній його поїздці до Відня скульптора супроводжувала дружина і їх троє дітей.
Карл Біттер загинув у 1915 році в Нью-Йорку; коли ввечері скульптор з дружиною повертався з опери, його збив автомобіль.

## Галерея

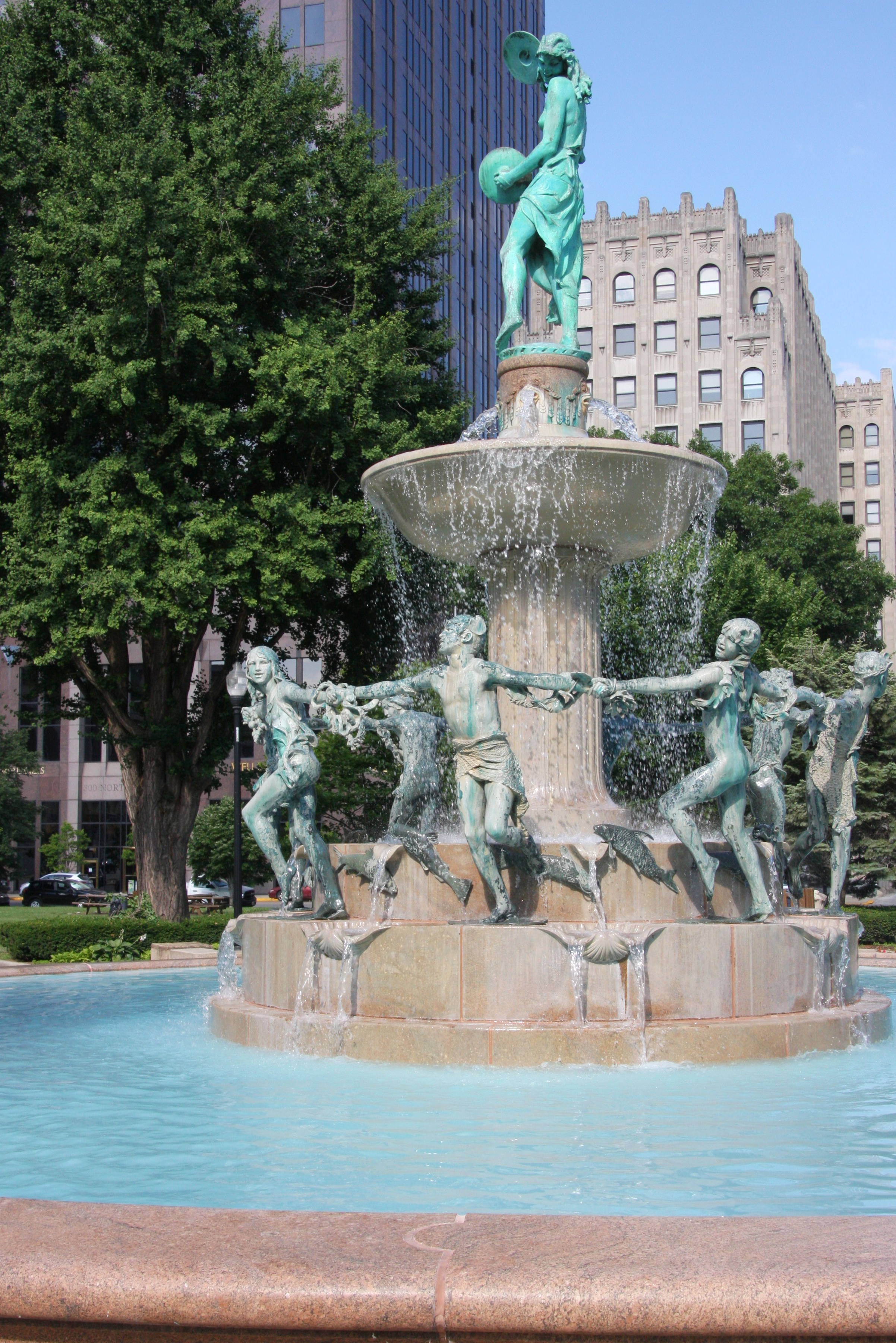
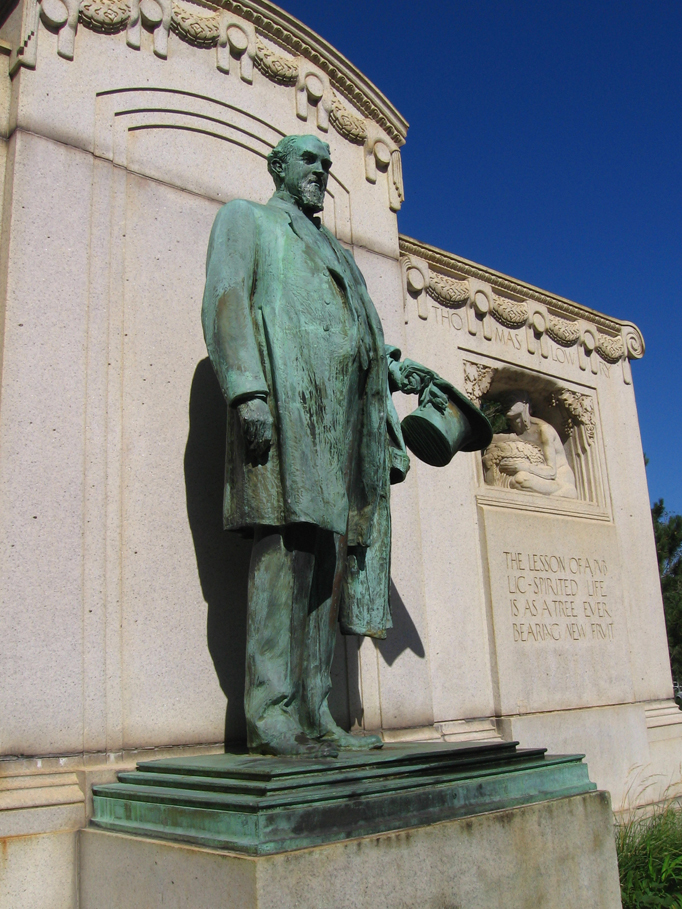
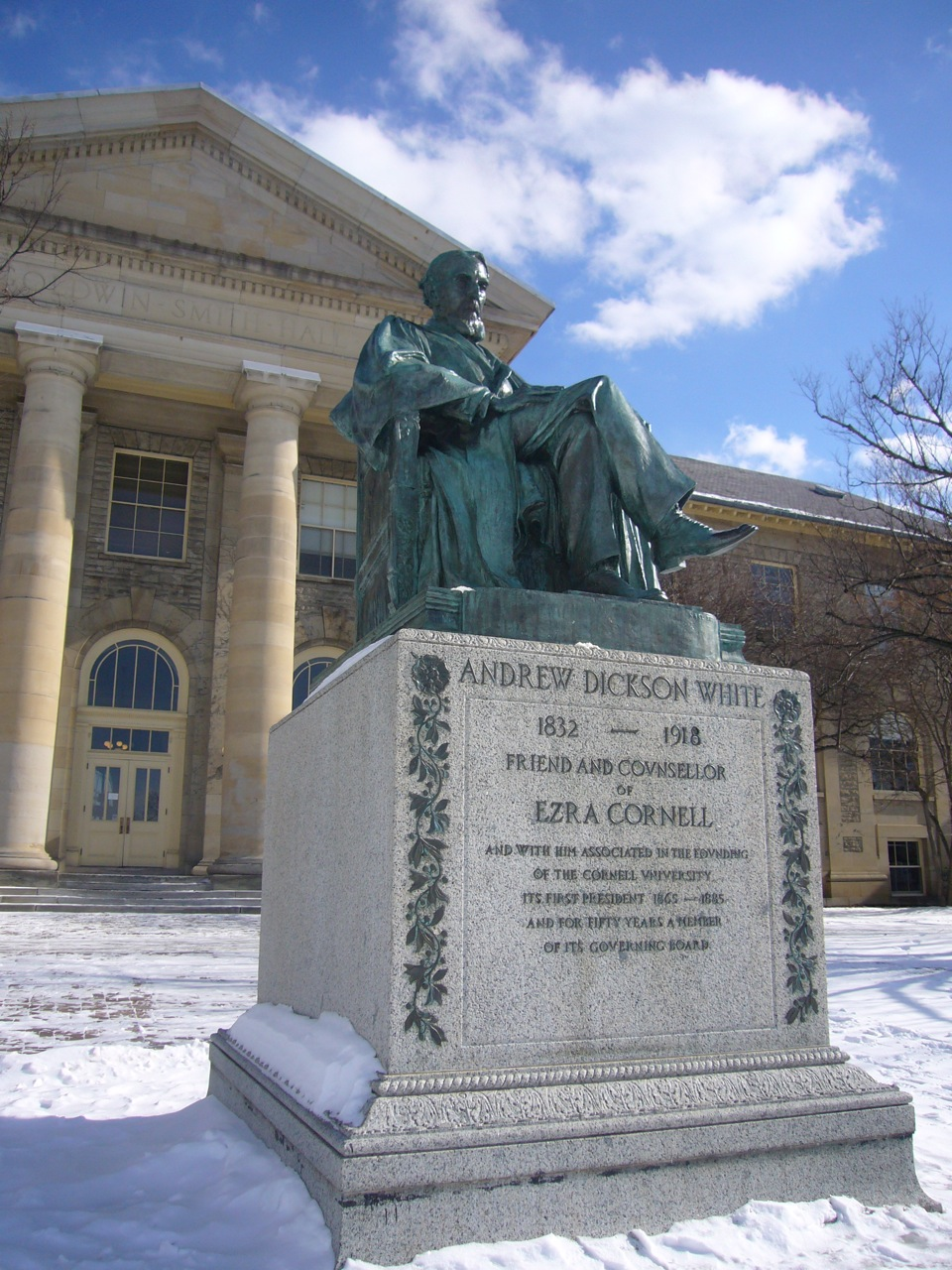
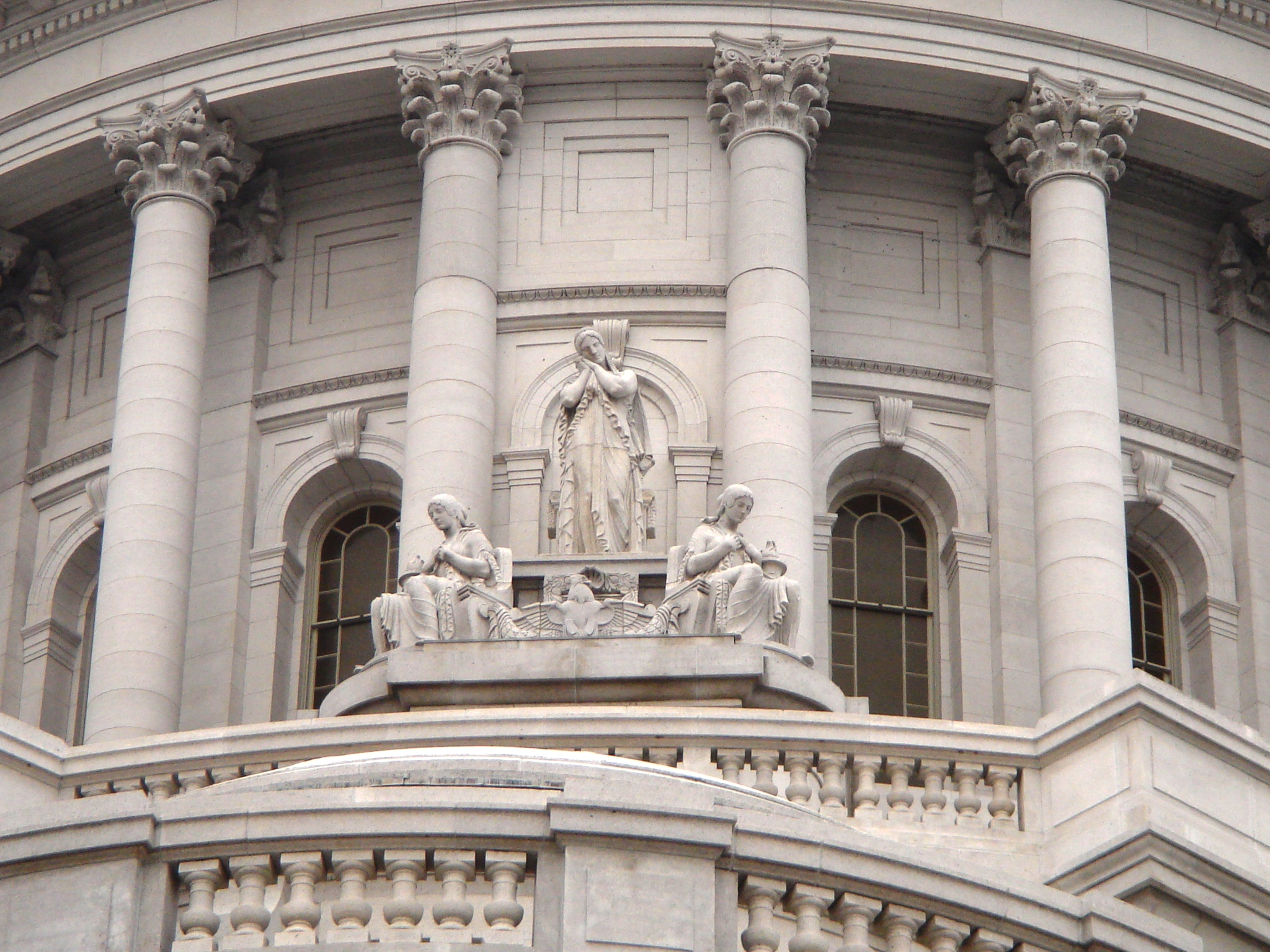
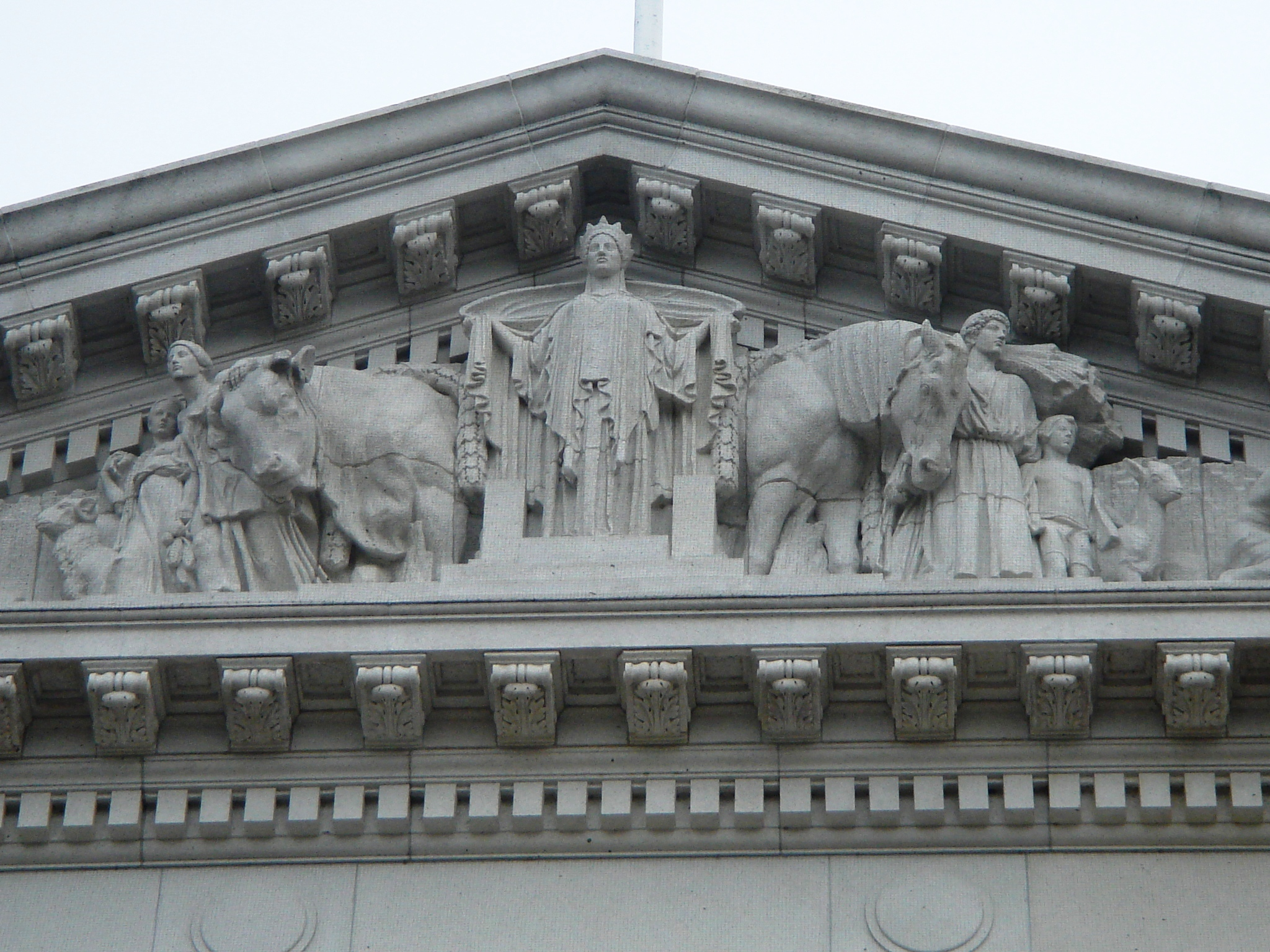
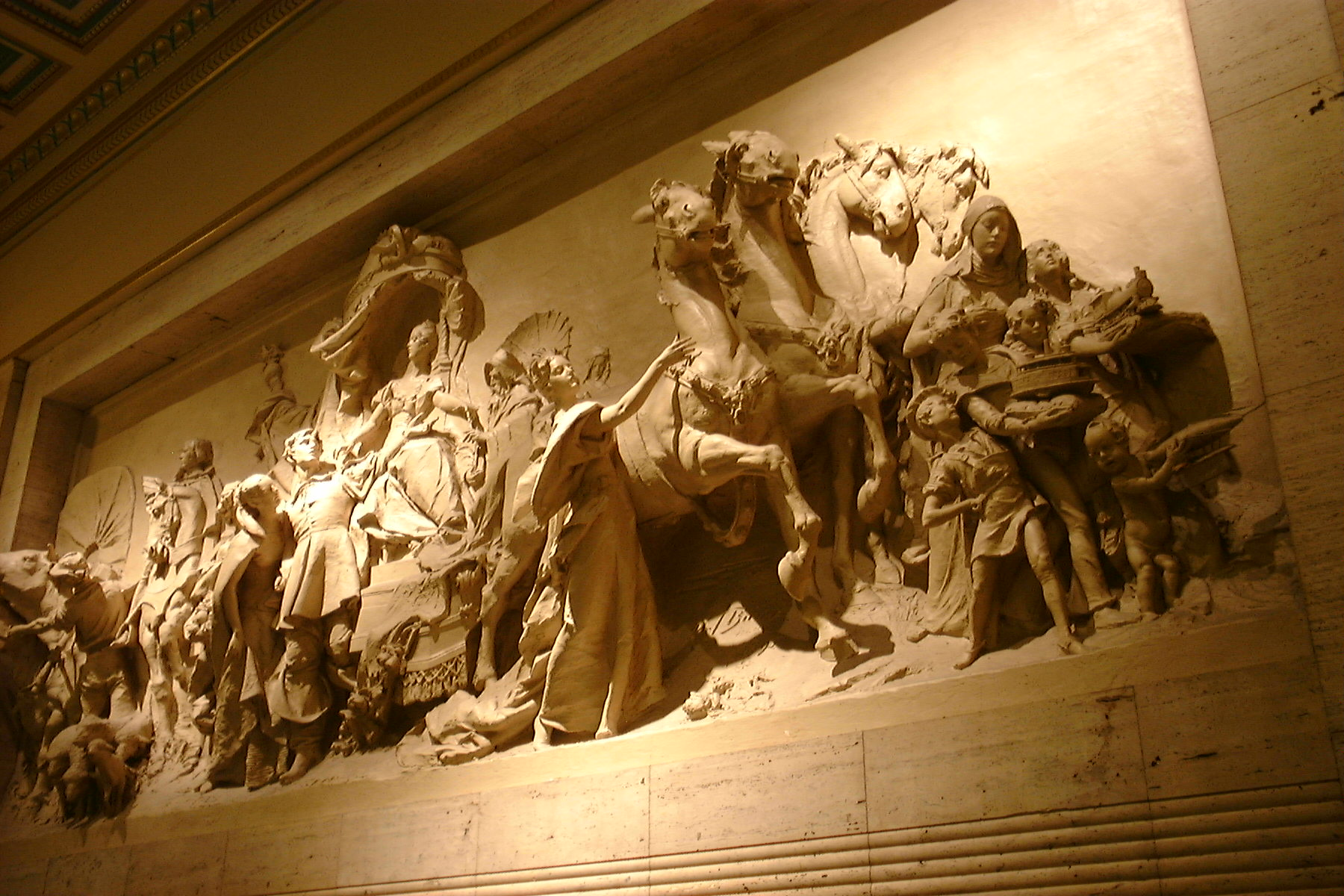